# سحابی سیاره‌نما

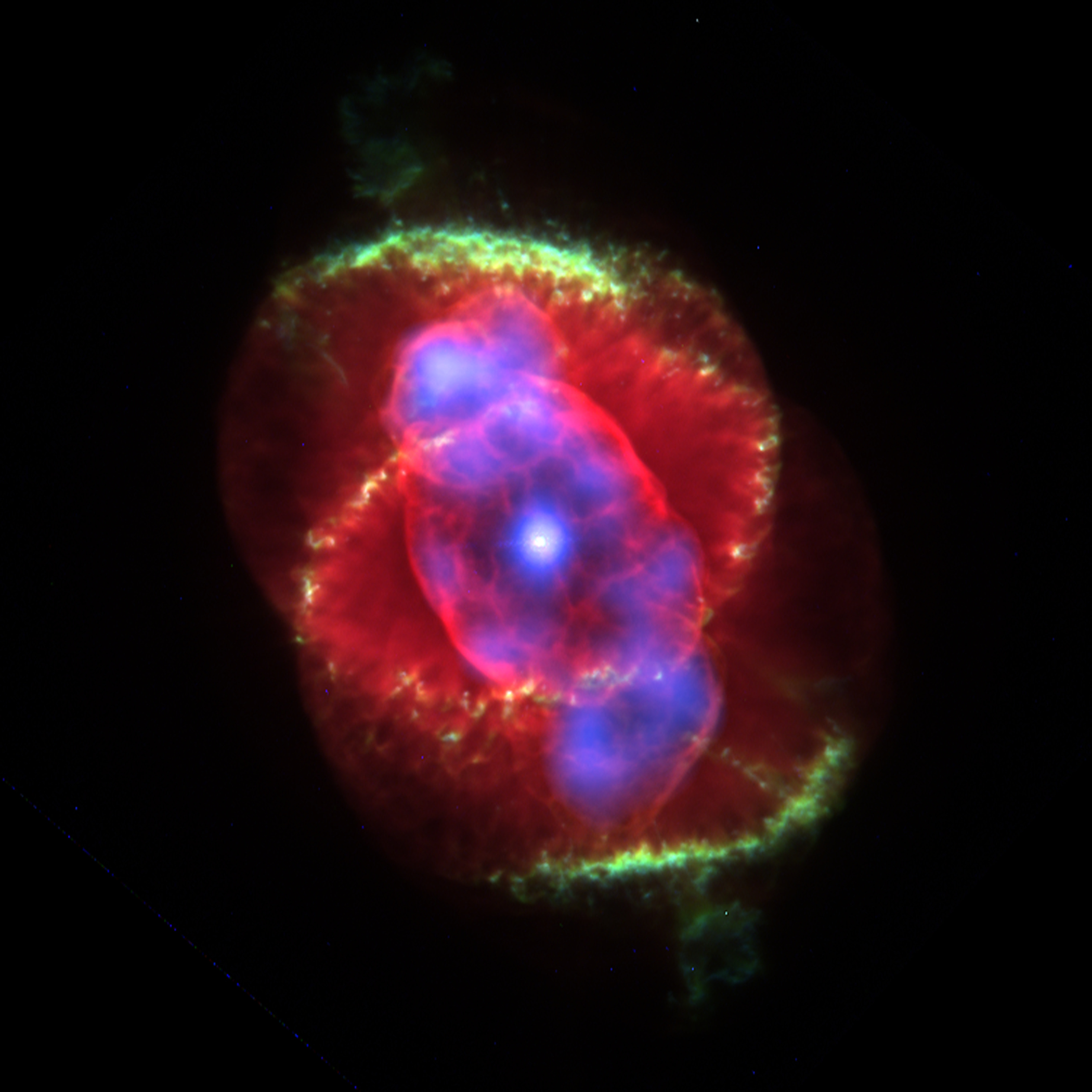
ان‌جی‌سی ۶۵۴۳, سحابی چشم گربه

یک سحابی سیاره‌نما یا میغ‌وارهٔ سیاره‌ای (به انگلیسی: planetary nebula) نوعی سحابی گسیلشی است که از گاز و پلاسما تشکیل شده‌است. این نوع سحابی‌ها پس از مرگ ستارگان به وجود می‌آیند. این نام از قرن هجدهم به وجود آمده‌است و هنگامی که به علت حلقه‌ای بودن این سحابی‌ها (که خود به خاطر انفجار ستاره است) در تلسکوپ‌های ضعیف به شکل یک سیاره دیده و اشتباه گرفته می‌شد. مدت عمر این سحابی‌ها کوتاه و حدود ده هزار سال در مقابل با عمر چند میلیون سالهٔ ستاره است.
نواحی روشن از گاز یونیده، نه تنها کنار ستارگان تازه زاده شده، بلکه اطراف ستاره‌هایی که آخرین مراحل تحول خود را سپری می‌کنند نیز دیده می‌شود. سحابی سیاره‌ای عبارت است از یک پوستهٔ گازی به دور یک ستارهٔ آبی داغ و کوچک. در زمان تحول ستاره و در مرحلهٔ هلیوم‌سوزی، ممکن است ناپایداری‌هایی بروز کند. برخی ستارگان شروع به تپش می‌کنند، در حالی که در دیگر ستاره‌ها ممکن است تمام اتمسفر بیرونی به فضا پرتاب شود. در حالت اخیر، یک پوستهٔ گازی که با سرعت ۲۰ تا ۳۰ کیلومتر بر ثانیه در حال انبساط است اطراف یک ستارهٔ کوچک و داغ (دمای ۵۰٬۰۰۰ تا ۱۰۰٬۰۰۰ کلوین) تشکیل خواهد شد. این ستارهٔ کوچک، هستهٔ ستارهٔ اولیه است. تابش فرابنفش ستارهٔ مرکزی، گاز در حال انبساط را در سحابی سیاره‌ای به یون تبدیل می‌کند. بسیاری از خطوط نشری روشنی که در یک ناحیهٔ اچ ۲ دیده می‌شود، در طیف این گاز وجود دارد. البته سحابی‌های سیاره‌ای عموماً از بیشتر نواحی اچ ۲ خیلی متقارن‌ترند و سریع‌تر منبسط می‌شوند. برای مثال، سحابی حلقوی معروف در صورت فلکی شلیاق، اِم۵۷، به‌وضوح در تصاویری که در مدت ۵۰ سال گرفته شده منبسط شده‌است. در مدت چند ده هزار سال، سحابی‌های سیاره‌ای در محیط میان‌ستاره‌ای محو شده، ستارهٔ مرکزی آن‌ها سرد، و به کوتولهٔ سفید تبدیل می‌گردد. قطر ظاهری کوچک‌ترین سحابی شناخته‌شده تنها چند ثانیهٔ قوسی است؛ در حالی که در بزرگ‌ترین آن‌ها، مانند سحابی مارپیچ (Helix Nebula)، ممکن است به یک درجه برسد.
برآورد می‌شود که تعداد کل سحابی‌های سیاره‌ای در کهکشان راه شیری، ۵۰٬۰۰۰ باشد. تاکنون حدود ۲٬۰۰۰ سحابی سیاره‌ای رصد شده‌است.
جوان‌ترین سحابی سیاره‌ای مشاهده شده سحابی پرتوماهی است.